# Richard Meinertzhagen

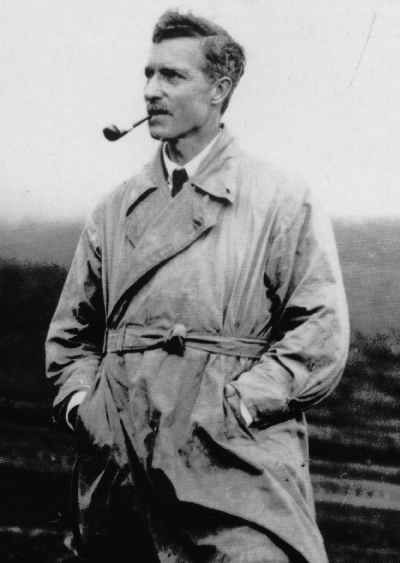

Richard Henry Meinertzhagen (3 mars 1878 – 17 juin 1967) est un soldat britannique, officier des renseignements et ornithologue britannique. Ses exploits et ses travaux lui conférèrent une renommée internationale. Certains ont cependant contesté la véracité d'une partie des exploits et des données ornithologiques qu'il a relatés dans ses livres.

### Documentation
- Ali, Salim. The Fall of a Sparrow. Oxford University Press, Delhi, 1985. xv, 265 pp.
- Boxall, Peter. The legendary Richard Meinertzhagen. The Army Quarterly and Defence Journal [October 1990] 120(4): 459-462.
- Capstick, P.H., Warrior: The Legend of Colonel Richard Meinertzhagen. 1998.
- Cocker, Mark. Richard Meinertzhagen. Soldier, Scientist and Spy. Secker & Warburg, Londres, 1989. 292 pp.
- Dalton, R. Ornithologists stunned by bird collector's deceit. Nature [Sept 2005] 437(7057): 302.
- Garfield, Brian. The Meinertzhagen Mystery. Potomac Books, Washington, DC, 2007.
- Jones, Robert F. The Kipkororor chronicles. MHQ: The Quarterly Journal of Military History [Spring 1991] 3(3): 38-47.
- Judd, Alan. Eccentric hero. New Statesman and Society [23 juin 1989] 2(55): 37-38.
- Knox, Alan G. Richard Meinertzhagen-a case of fraud examined. Ibis [July 1993] 135(3): 320-325.
- Lockman, J.N. Meinertzhagen's Diary Ruse. 1995, 114 pp.
- Lord, John. Duty, Honour, Empire. New York, Random House, 1970.
- Mangan, J.A. Shorter notices. English Historical Review [October 1993] 108(429): 1062.
- Vines, Gail, 1994. Bird world in a flap about species fraud. New Scientist [7 mai 1994] 142(1924): 10.
- Wijesinghe, Priyantha (11 Jan 1998) BirdChat List "Meinertzhagen (Was: Forest Owlet - more clarifications, etc)"
- wa Tiong'o, Ngugi. Detained: A Prison Writer's Diary. Heinemann Educational Books, Londres, 1981. p. 34
- Seabrook, John. Ruffled Feathers. The New Yorker [29 mai 2006] p. 59
- Jean Rolin, Le Traquet kurde, Paris, P.O.L, 2018, 176 p. (ISBN 978-2-8180-3912-0) évoque la figure de Richard Meinertzhagen.